# Rödingstjärnen (Edefors socken, Norrbotten, vid Smedmyrbergen)
Rödingstjärnen är en sjö i Bodens kommun i Norrbotten och ingår i Luleälvens huvudavrinningsområde.